# 里奇蒙德 (伊利諾伊州)
里奇蒙德（英語：Richmond）是位於美國伊利諾伊州麥克亨利縣的一個村落。

## 地理
里奇蒙德的座標為42°28′19″N 88°18′27″W / 42.47194°N 88.30750°W，而該地最高點為海拔高度239米（即784英尺）。

## 人口
根據2010年美國人口普查的數據，里奇蒙德的面積為10.99平方千米，當中陸地面積為10.99平方千米，而水域面積為0.00平方千米。當地共有人口1874人，而人口密度為每平方千米170人。